# Putney
Ne doit pas être confondu avec Putney (circonscription britannique).
Putney est un district aisé de la banlieue sud de Londres localisé dans le borough de Wandsworth. Le district s'étale le long de la rive sud de la Tamise, il faut emprunter le Putney Bridge pour rejoindre Fulham sur la berge nord. C'est un quartier calme et résidentiel centré autour du Wandsworth Park. La principale artère commerçante est la Putney High Street où l'on trouve toutes les principales enseignes caractéristiques de la capitale anglaise.
Putney Bridge est le point de départ de la célèbre compétition d'aviron opposant Oxford à Cambridge ; la course remonte ensuite le cours du fleuve.

## Histoire
Putney apparaît dans le Domesday Book, en 1086, sous le nom de Putelei.
Putney est à l'origine une paroisse du hundred de Brixton, dans le comté du Surrey.  En 1855, la paroisse fut intégrée à l'aire de responsabilité du Metropolitan Board of Works, et au District de Wandsworth. En 1889, le district fut transféré du Surrey au Comté de Londres. En 1900, le District de Wandsworth devint le Metropolitan Borough of Wandsworth. Depuis 1965, Putney fait partie du Borough londonien de Wandsworth du Grand Londres.
Le premier pont permanent fut terminé en 1729.  C'était le second pont construit à Londres sur la Tamise après le London Bridge. Il avait une structure de bois, qui dura 150 ans. Il fut remplacé par le pont actuel en 1886.

## Quartiers à proximité
Les quartiers suivants sont dans le voisinage de Putney :
- Fulham
- Wandsworth
- Roehampton
- Barnes
- East Sheen
- Putney Vale
- Southfields
- Wimbledon Common
- Wimbledon

## Aviron
Depuis la seconde moitié du XIXe siècle, Putney est un haut lieu de la pratique de l'aviron en Grande-Bretagne. Il y a deux raisons historiques à cela.
Premièrement, le nombre croissant de bateaux à moteur et le déversement de plus en plus important d'égouts dans la Tamise au centre de Londres y avaient rendu les loisirs nautiques désagréables, voire impossibles. Il y avait beaucoup moins de trafic commercial de bateaux à Putney, en partie parce que les nombreux piliers du pont de Putney originel empêchaient le passage de bateaux de fort tonnage. En outre, l'eau y était plus claire.
Deuxièmement, la construction du chemin de fer London and South Western Railway, depuis la gare de Waterloo, et celle du Metropolitan District Railway (devenue plus tard la District line du métro) jusqu'à Putney Bridge ont rendu l'accès à la Tamise facile à Putney.

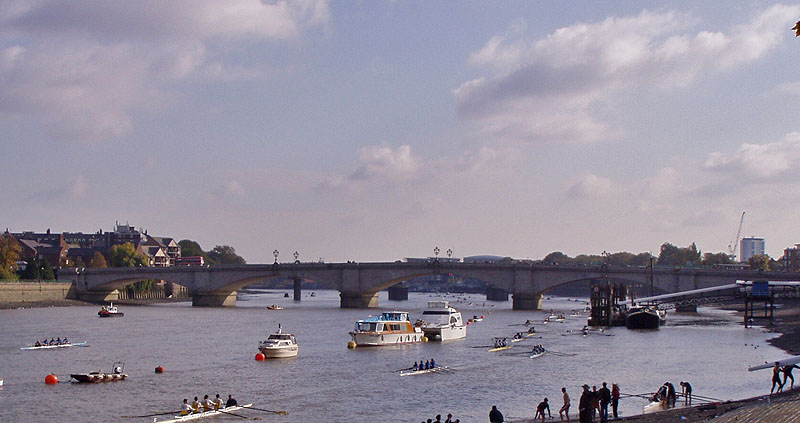
Le pont de Putney.

Plus de vingt clubs d'aviron sont basés à Putney. Parmi les plus grands, l'on trouve le London Rowing Club, le Thames Rowing Club, le Imperial College Boat Club et le Vesta Rowing Club. Le Leander Club a possédé un garage à bateaux à Putney de 1867 à 1961. Enfin, bien qu'il ait gardé son nom, le Putney Town Rowing Club s'est maintenant installé à Kew. Les clubs de Putney ont « produit » un grand nombre de médaillés olympiques et de vainqueurs de la régate royale de Henley.
La compétition d'aviron opposant Oxford à Cambridge, qui a eu lieu pour la première fois à Henley-on-Thames en 1829, s'est déplacée à Putney en 1845. Depuis 1859, c'est un événement annuel, commençant à une borne appelée l'University Stone, juste en amont du pont de Putney.
Plusieurs autres courses d'aviron commencent ou se terminent à cette borne, la plus connue étant sans doute la Head of the River Race.

## Personnalités liées à Putney

### Naissance à Putney
- Thomas Cromwell (vers 1485-1540), homme politique
- Edward Gibbon (1737-1794), historien
- John William Douglas (1814-1905), entomologiste
- Ronald Brunlees McKerrow (1872-1940), bibliographe et historien de la littérature anglaise
- Clement Attlee (1883-1967), homme politique et Premier ministre de Grande-Bretagne de 1945 à 1951
- Carol Reed (1906-1976), réalisateur
- Charles King (1911-2001), coureur cycliste
- Peter Bonetti (1941-2020), footballeur
- Kieran Hebden (1980-), compositeur de musique électronique sous le pseudonyme Four Tet. Également guitariste de la formation post-rock Fridge formé avec Adem Ilhan et Sam Jeffers.
- Jason Flemyng (1966-), est un acteur, fils du réalisateur écossais Gordon Flemyng.

### Décès à Putney
- William Pitt le Jeune (1759-1806), homme politique et Premier ministre de Grande-Bretagne de 1783 à 1801 et de 1804 à 1806
- George Robert Waterhouse (1810-1888), naturaliste
- Robert William Paul (1869-1943), pionnier du cinéma britannique.